# Драж (општина)
Драж је село и средиште истоимене општине у Барањи, у Осјечко-барањској жупанији, Република Хрватска.

## Историја
До нове територијалне организације у Хрватској, подручје Дража налазило се у оквиру општине Бели Манастир.

## Становништво
На попису становништва 2011. године, општина Драж је имала 2.767 становника, од чега у самом Дражу 505.

## Попис1991.
На попису становништва 1991. године, насељено место Драж је имало 840 становника, следећег националног састава:
| Попис 1991.‍  | Попис 1991.‍  | Попис 1991.‍ | Попис 1991.‍ | Попис 1991.‍ |
| ------------ | ------------ | ----------- | ----------- | ----------- |
|              |              |             |             |             |
| Хрвати       | Хрвати       |             | 570         | 67,85%      |
| Мађари       | Мађари       |             | 212         | 25,23%      |
| Југословени  | Југословени  |             | 24          | 2,85%       |
| Срби         | Срби         |             | 16          | 1,90%       |
| Немци        | Немци        |             | 7           | 0,83%       |
| Албанци      | Албанци      |             | 1           | 0,11%       |
| Словаци      | Словаци      |             | 1           | 0,11%       |
| остали       | остали       |             | 2           | 0,23%       |
| неопредељени | неопредељени |             | 7           | 0,83%       |
| укупно: 840  |              |             |             |             |

## Привреда
Становништво се највећим делом бави пољопривредом, односно ратарством и виноградарством.

## Спорт
- НК Младост Драж